# Voor een briefkaart op de eerste rang
Voor een briefkaart op de eerste rang was een Nederlandse filmquiz die van 1969 tot 1982 en in 2000 door de KRO op de Nederlandse televisie werd uitgezonden. Het programma werd gepresenteerd door Bob Bouma, die de kijkers altijd begroette met de woorden: Lieve dames, beste heren.
De quiz werd eenmaal in de maand, later eenmaal per vier weken, uitgezonden en duurde ongeveer 45 minuten.
Het decor leek op een podium met net als in een bioscoop een donker gordijn waarvoor op een scherm de filmfragmenten werden getoond. De twee kandidaten die achter een desk zaten moesten aan de hand van actuele filmfragmenten antwoord geven op vragen over de betreffende speelfilm, aangevuld met vragen over gemonteerde oude filmfragmenten.

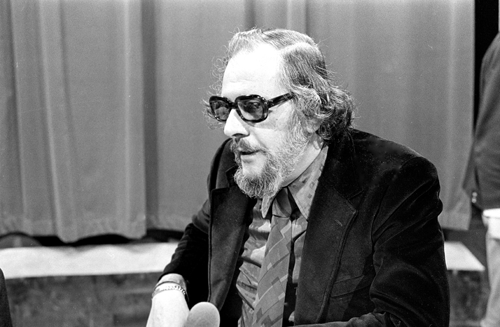
Joop Doderer in het programma in 1973

Ook was er een panel met bekende Nederlanders en kwamen er acteurs langs, in de de loop der tijd onder andere Willeke van Ammelrooy, Yoka Berretty, Peter van Bueren, Joop Doderer, Rinus Ferdinandusse, Rijk de Gooyer, Jasperina de Jong, Leen Jongewaard, Willem Nijholt en Maarten van Rooijen, die tevens was betrokken bij het redigeren van de vragen.
Aan het eind van de uitzending werd er een filmfragment vertoond en een vraag gesteld, waarna de kijkers een briefkaart konden insturen met het antwoord en dan een bioscoopkaartje voor de duurste plaats konden winnen en zodoende voor een briefkaart op de eerste rang konden zitten, wat ook de titel van het programma verklaart.
Na 140 uitzendingen verdween het programma in 1982. In 2000 kreeg het programma een herstart, ditmaal met Paula Patricio als presentatrice, maar het kreeg na een aantal uitzendingen geen vervolg.

## Trivia
- Gerard Cox en Frans Halsema speelden in hun theaterprogramma een persiflage op de filmquiz en de veelvoudig winnaar en illustrator Thé Tjong-Khing. De sketch was net als hun persiflage Geen ja, geen nee geschreven door Michel van der Plas.

## Bron
- Voor een briefkaart op de eerste rang op beeldengeluidwiki.nl